# ألبرت بين
ألبرت بين (بالإنجليزية: Albert Paine) (10 يوليو 1861، نيو بدفورد في الولايات المتحدة - 9 أبريل 1937، نيو سميرنا بيتش في الولايات المتحدة)؛ كاتِب مُتخصِّص في أدب الأطفال وروائي أمريكي.

## الجوائز
- وسام جوقة الشرف

## روابط خارجية
- ألبرت بين على موقع ميوزك برينز (الإنجليزية)